# San Godenzo
San Godenzo település Olaszországban, Toszkána régióban, Firenze megyében. Lakosainak száma 1049 fő (2023. január 1.). San Godenzo Dicomano, Londa, Portico e San Benedetto, Santa Sofia, Pratovecchio Stia, Marradi és Premilcuore községekkel határos.

## Népesség
A település lakossága az elmúlt években az alábbi módon változott:
| Lakosok száma | 1191 | 1129 | 1049 |
|               | 2013 | 2018 | 2023 |